# 浜頓別駅

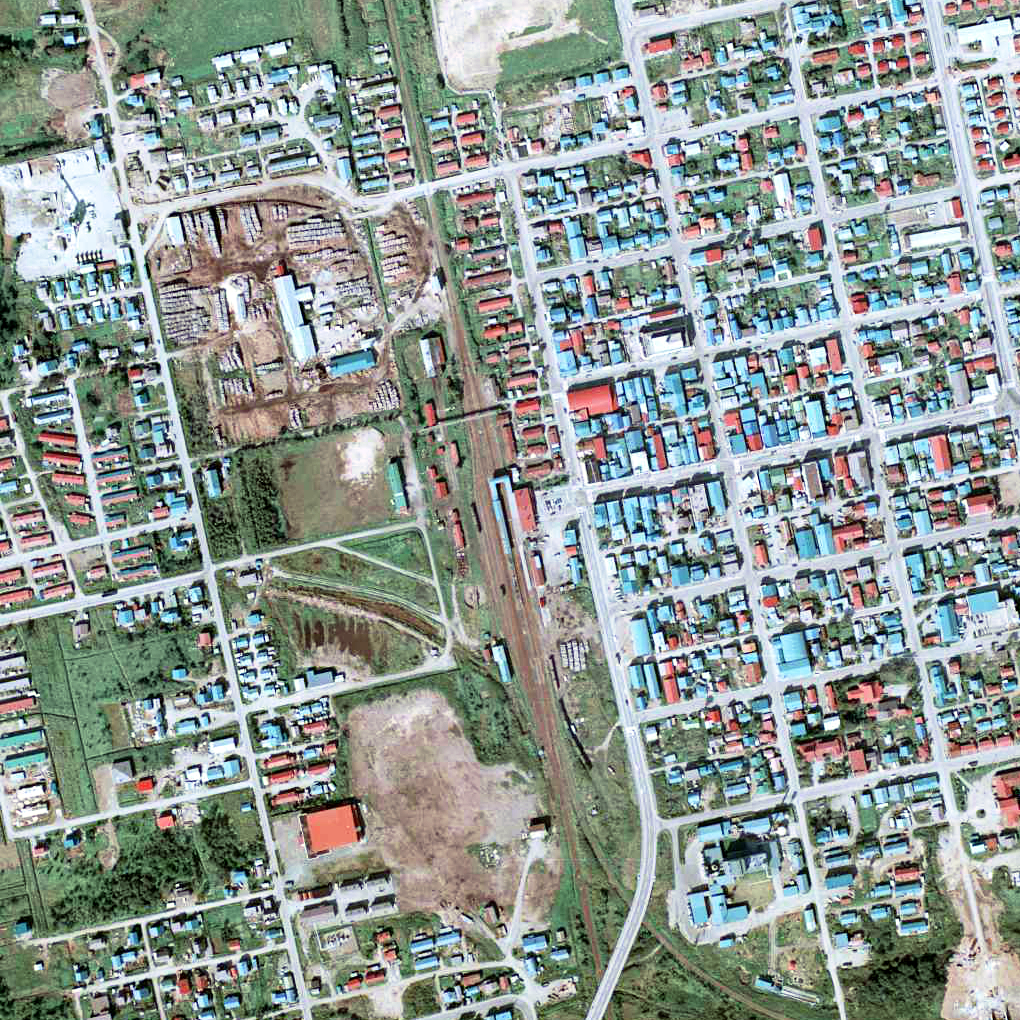
1977年の浜頓別駅と周囲約750m範囲。上が猿払方面。興浜北線がまだ現役の頃で、下端に右へ別れて北見枝幸に向かう興浜北線が見える。国鉄型配線の2面3線とその外側に4本の側線を持ち、駅舎横の貨物ホームに引込み線がある。この引込み線からは中頓別側（南側）に設けられたストックヤードへ貨物の留置線が伸び、貨物車両が停車しているのが確認できる。興浜北線の起点駅として機関区を持っており、駅裏北側にある機関車庫から南側に残る転車台まで入出庫線が伸び、周囲に給水塔などの施設も見えて、蒸気機関車が現役だった頃の状態が良く残っている。また駅裏の北側にある木工場へ、本線脇を並行して専用線が伸びている様子が見える。

浜頓別駅（はまとんべつえき）は、北海道（宗谷支庁）枝幸郡浜頓別町字浜頓別にあった北海道旅客鉄道（JR北海道）の駅（廃駅）である。電報略号はハト。事務管理コードは▲121908。
1989年（平成元年）5月1日に廃止となった天北線を所属路線とし、1985年（昭和60年）まで興浜北線が分岐した。また天北線廃止時まで運行されていた急行「天北」の停車駅であった。

## 歴史
- 1918年（大正7年）8月25日 - 鉄道院宗谷線中頓別駅 - 当駅間延伸開通に伴い開業[1][4]。一般駅。
- 1919年（大正8年）
  - 10月20日 - 線路名を宗谷本線に改称、それに伴い同線の駅となる[4]。
  - 11月1日 - 当駅 - 浅茅野駅間延伸開通に伴い中間駅となる[4]。
- 1930年（昭和5年）4月1日 - 音威子府駅 - 稚内駅間を宗谷本線から削除し線路名を北見線に改称、それに伴い同線の駅となる[4]。
- 1936年（昭和11年）
  - 7月10日 - 興浜北線が開業[2][4]。
  - 10月1日 - 稚内機関区浜頓別支区設置[5]。
- 1942年（昭和17年）8月26日 - 駅舎改築[6]。
- 1943年（昭和18年）12月10日 - 駅舎焼失[6]。
- 1944年（昭和19年）
  - 8月15日 - 駅舎改築[6]。
  - 11月1日 - 興浜北線が不要不急線として休止される[2]。
- 1945年（昭和20年）12月5日 - 興浜北線が営業再開される[2]。
- 1946年（昭和21年）6月13日 - 跨線橋改築[6]。
- 1949年（昭和24年）6月1日 - 公共企業体である日本国有鉄道に移管。
- 1956年（昭和31年）4月1日 - 稚内機関区浜頓別支区廃止。駐泊所となる。
- 1961年（昭和36年）4月1日 - 線路名を天北線に改称、それに伴い同線の駅となる[7]。
- 1969年（昭和44年）9月25日 - 駅舎改築[6]。
- 1974年（昭和49年）10月1日 - 営業範囲を旅客、荷物、車扱貨物とする[8]。
- 1984年（昭和59年）2月1日 - 貨物・荷物取扱い廃止し、営業範囲を旅客のみとする[9]。
- 1985年（昭和60年）7月1日 - 興浜北線が廃止される[2][10]。
- 1987年（昭和62年）4月1日 - 国鉄分割民営化により、北海道旅客鉄道（JR北海道）の駅となる[1][4]。
- 1989年（平成元年）5月1日 - 天北線の廃線に伴い廃止となる[1][4]。

### 駅名の由来
「頓別川がオホーツク海にそそぐ附近にある」ためとして命名された。なお、自治体名としての「浜頓別」は駅開業後の1951年（昭和26年）の町制施行時からである。

## 駅構造
廃止時点で、島式ホーム1面2線を有する地上駅で、列車交換可能な交換駅であった。かつては島式ホーム2面3線（駅舎側ホームは片面使用）を有しており、1985年（昭和60年）7月1日に興浜北線が廃止されたのち、1番線の線路が撤去された。尚、1983年（昭和58年）時点では駅舎側（東側）から1、2、3番線で、2、3番線ホームと駅舎は南稚内方の跨線橋で、1番線ホームと駅舎は通路で連絡していた。1番線が興浜北線専用、2番線が天北線上り、3番線が天北線の下りとなっていた。そのほか1番線ホームの未利用の片面部分に旧貨物側線を1線有し、3番線の外側（西側）に5線の側線、及びそれらから分岐した側線があり、うち1線には転車台も備えられていた。
職員配置駅で、駅舎は構内の東側に位置していた。鉄筋の駅舎は内部もかなり広く取られた、天北線の中心駅、また観光の拠点らしい建物であった。1983年（昭和58年）時点では待合室にズワイガニの剥製が展示されていた。「わたしの旅スタンプ」が設置されていた。
興浜北線は当駅所属の車掌が担当していた。

## 利用状況
乗車人員の推移は以下のとおり。年間の値のみ判明している年については、当該年度の日数で除した値を括弧書きで1日平均欄に示す。乗降人員のみが判明している場合は、1/2した値を括弧書きで記した。
| 年度               | 乗車人員 | 乗車人員 | 出典   | 備考                  |
| 年度               | 年間     | 1日平均  | 出典   | 備考                  |
| ------------------ | -------- | -------- | ------ | --------------------- |
| 1934年（昭和09年） |          | 86       | [ 14 ] |                       |
| 1951年（昭和26年） |          | 376      | [ 14 ] |                       |
| 1961年（昭和36年） |          | 873      | [ 14 ] |                       |
| 1965年（昭和40年） |          | 1028     | [ 14 ] |                       |
| 1971年（昭和46年） |          | 580      | [ 14 ] |                       |
| 1978年（昭和53年） |          | 510      | [ 15 ] |                       |
| 1981年（昭和56年） |          | 408      | [ 14 ] |                       |
| 1985年（昭和60年） |          | 350      | [ 14 ] | 同年7月に興浜北線廃止 |

## 駅周辺
- 国道238号（オホーツクライン）
- 国道275号（頓別国道）
- 浜頓別町役場
- 枝幸警察署浜頓別駐在所
- 浜頓別郵便局
- 北海道浜頓別高等学校
- 浜頓別中学校
- 浜頓別小学校
- 浜頓別アメニティー公園
- 稚内信用金庫浜頓別支店
- 北洋銀行浜頓別支店
- 東宗谷農業協同組合（JA東宗谷）本所
- クッチャロ湖
- 頓別川[16]

## 駅跡
廃止後は設備を撤去後、浜頓別町により「浜頓別バスターミナル」として整備された。宗谷バスの窓口が設置され、天北線代行バス・興浜北線代行バス・都市間バスが乗り入れることとなった。建物2階には、浜頓別町立図書館と鉄道記念館が設けられた。1997年（平成9年）時点では空地も多かった。駅の裏手に当たる位置には、2001年（平成13年）8月、浜頓別町役場が移転新築された。
駅跡の「浜頓別バスターミナル」は、2019年（平成31年）4月に、国道を挟んだ北側の道の駅北オホーツクはまとんべつ内の浜頓別町交流館に移転し、各バス路線はそちらへ乗り入れる形に変更された。旧バスターミナルの建物は2021年（令和3年）に全館が町立図書館としてリニューアルされた。鉄道関係資料の一部は駅跡東側にある浜頓別町郷土資料館に収蔵されている。
線路跡の一部は国道275号に転用されたほか、公園や遊歩道として整備された。また南稚内方の線路跡は当駅跡から猿払駅跡までが「北オホーツクサイクリングロード」に転用されている。

## その他
1987年（昭和62年）4月時点で、当駅を発着駅とする区間列車が1往復（音威子府駅 - 当駅間）設定されていた（1987年（昭和62年）3月20日改定の時刻）。

## 隣の駅
北海道旅客鉄道
天北線
常盤駅 - 浜頓別駅 - 山軽駅
かつて当駅と山軽駅との間に北頓別仮乗降場（きたとんべつかりじょうこうじょう）が存在した（開業年月日不詳、1967年（昭和42年）10月1日廃止）。
日本国有鉄道
興浜北線
浜頓別駅 - <頓別仮乗降場> - 豊牛駅